# Agathia ampla
Agathia ampla är en fjärilsart som beskrevs av Louis Beethoven Prout 1911. Agathia ampla ingår i släktet Agathia och familjen mätare. Inga underarter finns listade i Catalogue of Life.